# Henry Carey (författare)
Henry Carey, född sannolikt den 26 augusti 1687, död (genom självmord) den 5 oktober 1743, var en engelsk tonsättare och skald. 
Av Chrysander kallas han "den engelska minstrelsångens krona". Carey blev mycket omtyckt genom sina äkta folkliga ballader, The musical century in one hundred english ballads on various subjects and occasions. 
Han författade och komponerade (enligt Chrysander) den till nationalsång upphöjda hymnen God save the king, vilken dock även tillskrivits bland andra John Bull, Purcell och Lulli.